# Gliese 317
Gliese 317 är en ensam stjärna i norra delen av stjärnbilden Kompassen. Den har en skenbar magnitud av ca 11,98 och kräver ett teleskop för att kunna observeras. Baserat på parallax enligt Gaia Data Release 2 på ca 65,8 mas, beräknas den befinna sig på ett avstånd på ca 50 ljusår (ca 15 parsek) från solen. Den rör sig bort från solen med en heliocentrisk radialhastighet på ca 88 km/s.

## Egenskaper
Gliese 317 är en liten röd dvärgstjärna i huvudserien av spektralklass M2.5 V. Den har en massa som är ca 0,42 solmassa, en radie som är ca 0,42 solradie och har ca 0,022 gånger solens utstrålning av energi från dess fotosfär vid en effektiv temperatur av ca 3 500 K. Fotometriska kalibreringar och spektroskopiska mätningar av infraröda bandet anger att stjärnan är berikad på tunga element jämfört med solen. Stjärnan uppskattas vara ungefär fem miljarder år gammal och har en låg aktivitetsnivå för en stjärna i dess klass.

## Planetsystem
År 2007 tillkännagavs en exoplanet av jupitertyp, betecknad Gliese 317 b, att kretsa kring stjärnan. Dess bana ligger på ett avstånd av omkring 95 procent av avståndet mellan jorden och solen. Trots detta har den en omloppstid på cirka 1,9 år, på grund av värdstjärnans lägre massa. Astrometriska mätningar på Gliese 317 gav en betydande uppdatering av avståndet, vilket satte stjärnan på ett avstånd av 15,3 parsec, vilket är 65 procent längre ut än tidigare antagits. Mass-luminositetskalibreringar för det nya avståndet anger att stjärnan är betydligt mer massiv liksom de antagna planeterna. Samma astrometriska mätningar gjorde det möjligt att avgränsa banlutningen och sätta en övre gräns för massan av Gliese 317 b (98 procent konfidensnivå) på 2,5 jupitermassor.
Den andra planeten i konstellationen bekräftades också med de ytterligare nya RV-mätningarna, men period- och omloppsparametrarna för Gliese 317 c var mycket osäkra (P>2000 dygn). En stabilitetsanalys av detta förmodade objekt tyder på att paret av gasjätteplaneter är i en 4:1 genomsnittlig rörelseresonans. Den andra planeten, på dess avstånd från sin värdstjärna, är en bra kandidat för direkt avbildning. Reviderade data för denna följeslagare presenterades 2020 och visar att den är en Jupiter-analog.
| Planet | Massa            | Halv storaxel (AE) | Siderisk omloppstid (d) | Excentricitet | Inklination | Radie |
| ------ | ---------------- | ------------------ | ----------------------- | ------------- | ----------- | ----- |
| b      | ≥1,75 ± 0,06 MJ  | 1,151 ± 0,018      | 695,660 ± 0,355         | 0,07 ± 0,01   | -           | -     |
| c      | ≥ 1,64 ± 0,06 MJ | 5,230 ± 0,111      | 6 793,323 ± 143,106     | 0,17 ± 0,02   | -           | -     |